# Llista de batlles d'Alacant

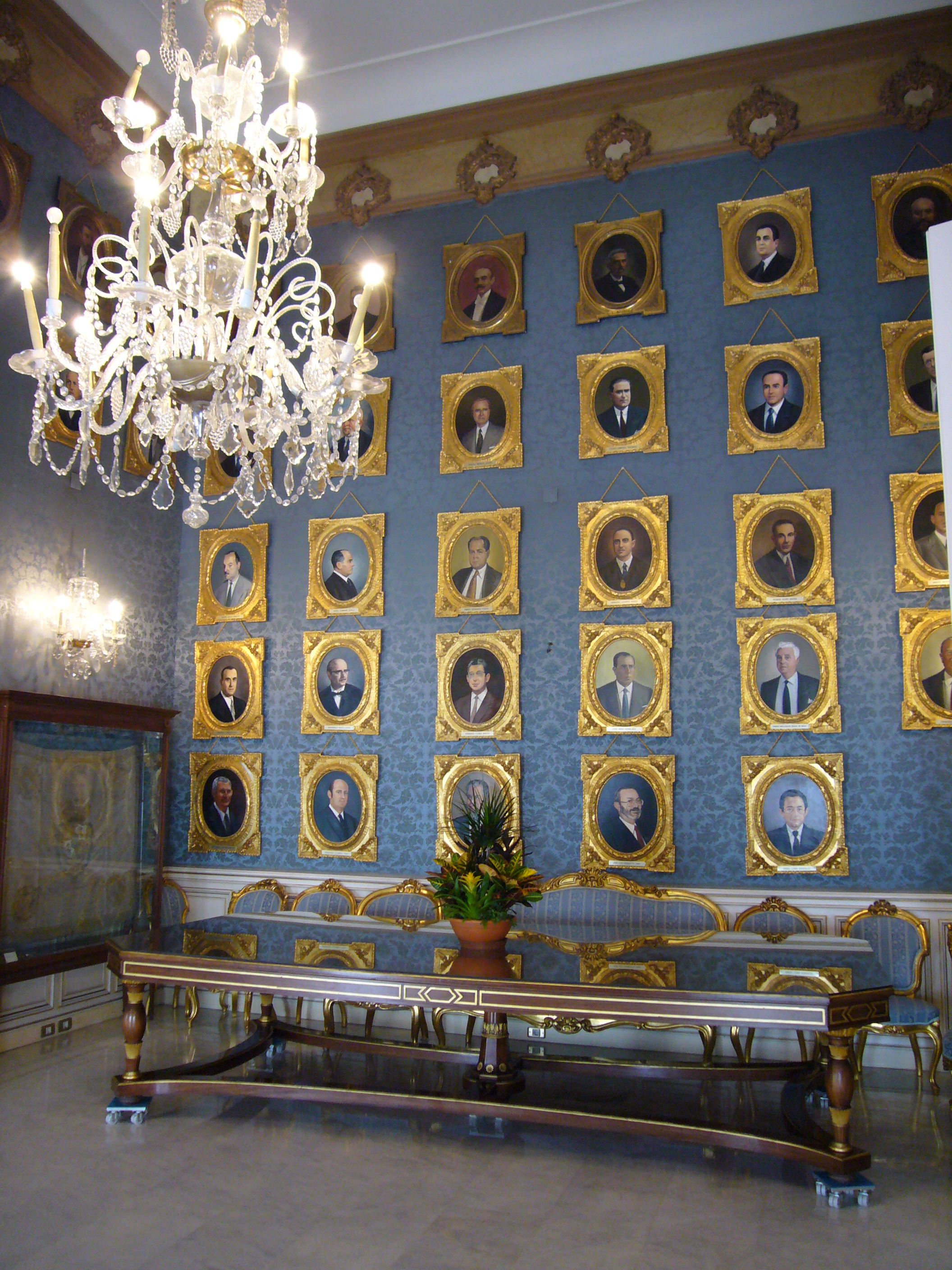
Retrats dels alcades d'Alacant a l'ajuntament de la ciutat.

Esta llista mostra els alcaldes d'Alacant des de 1868 fins a l'actualitat. Per a conèixer els resultats dels processos electorals, vegeu eleccions municipals d'Alacant.

## Alcaldes anteriors a la restauració borbònica
| Alcalde                                            | Partit polític    | Any inici | Any fi |
| -------------------------------------------------- | ----------------- | --------- | ------ |
| Rafael Bernabeu                                    | Progressista      | 1835      | 1835   |
| Mariano Oriente                                    | Liberal           | 1835      | 1837   |
| Miguel Mariano Pascual de Bonanza Roca de Togores  | Moderat           | 1838      | 1839   |
| Manuel Carreras Amérigo                            | Progressista      | 1839      | 1840   |
| Rafael Bernabeu                                    | Progressista      | 1840      | 1841   |
| Mariano Oriente                                    | Liberal           | 1841      | 1842   |
| Antonio Campos Doménech                            | Progressista      | 1842      | 1842   |
| Tomás de España Sotelo                             | Progressista      | 1842      | 1843   |
| Miguel Mariano Pascual de Bonanza Roca de Togores  | Moderat           | 1843      | 1844   |
| Cipriano Bergez Dufoo                              | Progressista      | 1844      | 1844   |
| Miguel Mariano Pascual de Bonanza Roca de Togores  | Moderat           | 1844      | 1847   |
| Tomás de España Sotelo                             | Progressista      | 1848      | 1852   |
| José Minguilló Boluda                              | Moderat           | 1852      | 1853   |
| Rafael Pascual del Pobil Estellés                  | Moderat           | 1853      | 1853   |
| Domingo Morelló Segura                             | Moderat           | 1854      | 1854   |
| Manuel Carreras Amérigo                            | Progressista      | 1854      | 1854   |
| Francisco Javier Riera Galbis                      | Progressista      | 1854      | 1855   |
| Pedro García Linares                               |                   | 1855      | 1856   |
| José Gabriel Amérigo Morales                       | Moderat           | 1856      | 1856   |
| José Adrián Viudes Gardoqui                        | Progressista      | 1856      | 1857   |
| José Miguel Caturla Perea                          |                   | 1857      | 1858   |
| Anselmo Bergez Dufoo                               | Progressista      | 1858      | 1865   |
| Miguel Mariano Pascual de Bonanza Roca de Togores  | Moderat           | 1865      | 1866   |
| Juan Nepomuceno Pascual de Bonanza Roca de Togores | Moderat           | 1866      | 1868   |
| Francisco García López                             | Republicà federal | 1868      | 1869   |
| Miquel Colomer i Bergez                            | Progressista      | 1869      | 1869   |
| Eleuterio Maisonnave Cutayar                       | Republicà federal | 1869      | 1870   |
| Eugenio Barrejón Eguileu                           | Progressista      | 1870      | 1870   |
| Eleuterio Maisonnave Cutayar                       | Republicà federal | 1870      | 1873   |
| Anacleto Rodríguez                                 | Progressista      | 1873      | 1873   |
| Ramón Eulogio Bonaventura Lagier Pomares           | Republicà federal | 1873      | 1873   |
| Casimiro Esteve                                    |                   | 1873      | 1873   |
| Juan Leach Giró                                    | Republicà federal | 1873      | 1874   |
| Miguel Domanski Mayor                              | Constitucional    | 1874      | 1874   |

## Alcaldes de laRestauració borbònica(segle XX)
| Alcalde                                                 | Partit polític     | Any inici | Any fi |
| ------------------------------------------------------- | ------------------ | --------- | ------ |
| Francisco Mingot Valls                                  | Liberal            | 1874      | 1874   |
| José Gabriel Amérigo Morales                            | Conservador        | 1874      | 1875   |
| Juan Nepomuceno Pascual de Bonanza Roca de Togores      | Conservador        | 1875      | 1875   |
| José Bas Moró                                           | Conservador        | 1875      | 1877   |
| Terencio José Javaloyes                                 |                    | 1877      | 1878   |
| Carlos Chorro Zaragoza                                  | liberal fusionista | 1879      | 1879   |
| José Bueno Rodríguez                                    | Conservador        | 1879      | 1881   |
| Carlos Chorro Zaragoza                                  | liberal fusionista | 1881      | 1881   |
| Tomás Tato Julián                                       |                    | 1882      | 1882   |
| Carlos Chorro Zaragoza                                  | liberal fusionista | 1882      | 1883   |
| Antonio Mandado López                                   | liberal fusionista | 1883      | 1884   |
| José Soler Sánchez                                      |                    | 1884      | 1885   |
| Julián Ugarte Palomares                                 | Conservador        | 1885      | 1887   |
| Rafael Terol Maluenda                                   | liberal fusionista | 1887      | 1890   |
| Manuel Gomiz y Orts                                     | Conservador        | 1890      | 1893   |
| José Gadea Pro                                          | liberal fusionista | 1893      | 1895   |
| José María Pascual del Pobil Martos (baró de Finestrat) | Conservador        | 1895      | 1897   |
| José Gadea Pro                                          | liberal fusionista | 1897      | 1899   |
| Alfonso de Sandoval y Bassecourt (baró de Petrés)       | Conservador        | 1899      | 1901   |
| José Gadea Pro                                          | liberal fusionista | 1901      | 1903   |
| Alfonso de Rojas y Pascual de Bonanza                   | Conservador        | 1903      | 1905   |
| Luis Pérez Bueno                                        | Conservador        | 1905      | 1905   |
| Manuel Cortés de Miras                                  | liberal fusionista | 1906      | 1907   |
| Luis Mauricio Chorro                                    | liberal fusionista | 1907      | 1909   |
| Ricardo Pascual del Pobil y Chicheri                    | Conservador        | 1909      | 1909   |
| Luis Pérez Bueno                                        | Conservador        | 1909      | 1910   |
| Federico Soto Mollá                                     | liberal fusionista | 1910      | 1912   |
| Edmundo Ramos Prevés                                    | liberal fusionista | 1913      | 1913   |
| Ramón Campos Puig                                       | Conservador        | 1913      | 1915   |
| Eugenio Botí Carbonell                                  | Conservador        | 1915      | 1915   |
| Ricardo Pascual del Pobil y Chicheri                    | Conservador        | 1915      | 1917   |
| Manuel Curt Amérigo                                     | Conservador        | 1917      | 1917   |
| Ricardo Pascual del Pobil y Chicheri                    | Conservador        | 1917      | 1918   |
| Antonio Bono Luque                                      | liberal fusionista | 1918      | 1921   |
| Juan Bueno Sales                                        | Conservador        | 1921      | 1922   |
| Pedro Llorca Pérez                                      | Conservador        | 1922      | 1922   |
| Antonio Bono Luque                                      | liberal fusionista | 1922      | 1923   |

## Dictadura de Primo de Rivera(1923-1931)
| Alcalde                              | Començament | Finalització |
| ------------------------------------ | ----------- | ------------ |
| Miguel de Elizaicin y España         | 1923        | 1924         |
| Miguel Salvador Arcángel             | 1924        | 1925         |
| Julio Suárez Llanos                  | 1925        | 1930         |
| Florentino de Elizaicin y España     | 1930        | 1930         |
| Gonzalo Mengual Segura               | 1930        | 1931         |
| Ricardo Pascual del Pobil y Chicheri | 1931        | 1931         |

## Segona República(1931-1939)
| Alcalde                                   | Partit polític | Començament | Finalització |
| ----------------------------------------- | -------------- | ----------- | ------------ |
| Llorenç Carbonell i Santacruz             | PRRS           | 1931        | 1934         |
| Alfonso Martín de Santa Olalla y Esquerdo | PRR            | 1934        | 1936         |
| Llorenç Carbonell i Santacruz             | IR             | 1936        | 1936         |
| Rafael Millá Santos                       | PCE            | 1936        | 1937         |
| Santiago Martí Hernández                  | PSOE           | 1937        | 1938         |
| Àngel Company Sevila                      | FAI            | 1938        | 1939         |
| Ramón Hernández Fuster                    | PSOE           | 1939        | 1939         |

## Dictadura de Francisco Franco(1939-1976)
| Alcalde                            | Començament | Finalització |
| ---------------------------------- | ----------- | ------------ |
| Ambrosio Luciáñez Riesco           | 1939        | 1942         |
| Román Bono Marín                   | 1942        | 1946         |
| Manuel Montesinos Gómiz            | 1946        | 1949         |
| Francisco Alberola Such            | 1949        | 1954         |
| Agatángelo Soler Llorca            | 1954        | 1963         |
| Fernando Flores Arroyo             | 1963        | 1966         |
| José Abad Gosálbez                 | 1966        | 1970         |
| Ramón Malluguiza Rodríguez de Moya | 1970        | 1973         |
| Francisco García Romeu             | 1973        | 1976         |

## Transició(1976-1979)
| Alcalde                      | Començament | Finalització |
| ---------------------------- | ----------- | ------------ |
| José Manuel Martínez Aguirre | 1976        | 1977         |
| Ambrosio Luciáñez Piney      | 1977        | 1979         |
| Pascual Coloma Sogorb        | 1979        | 1979         |

## Monarquia parlamentària(1979-actualitat)
| Nom | Nom                         | Retrat | Naixement i mort                         | Inici de mandat        | Fi de mandat                               | Partit                                    |
| --- | --------------------------- | ------ | ---------------------------------------- | ---------------------- | ------------------------------------------ | ----------------------------------------- |
|     | José Luis Lassaletta Cano   |        | 1933 Alacant – 3 de maig de 2002 Alacant | 21 d'abril de 1979     | 15 de juny de 1991 (12 anys, 55 dies)      | Partit Socialista del País Valencià-PSOE  |
|     | Ángel Luna González         |        | 13 d'abril de 1952 Madrid                | 15 de juny de 1991     | 17 de juny de 1995 (4 anys, 2 dies)        | Partit Socialista del País Valencià-PSOE  |
|     | Luis Bernardo Díaz Alperi   |        | 1945 Oviedo                              | 17 de juny de 1995     | 11 de setembre de 2008 (12 anys, 360 dies) | Partit Popular de la Comunitat Valenciana |
|     | Sonia Castedo Ramos         |        | 23 de desembre de 1971 Ribadeo           | 11 de setembre de 2008 | 23 de desembre de 2014 (6 anys, 103 dies)  | Partit Popular de la Comunitat Valenciana |
|     | Andrés Llorens Fuster       |        | 1960 Alacant                             | 23 de desembre de 2014 | 15 de gener de 2015 (0 anys, 23 dies)      | Partit Popular de la Comunitat Valenciana |
|     | Miguel Valor Peidró         |        | 2 de gener de 1945 Alcoi                 | 15 de gener de 2015    | 13 de juny de 2015 (0 anys, 149 dies)      | Partit Popular de la Comunitat Valenciana |
|     | Gabriel Echávarri Fernández |        | 29 de desembre de 1970 Alacant           | 13 de juny de 2015     | 9 d'abril de 2018 (2 anys, 300 dies)       | Partit Socialista del País Valencià-PSOE  |
|     | Eva Montesinos Mas          |        | 26 de maig de 1971 Madrid                | 9 d'abril de 2018      | 19 d'abril del 2018 (0 anys, 10 dies)      | Partit Socialista del País Valencià-PSOE  |
|     | Luis José Barcala Sierra    |        | 19 de març de 1962 Sant Joan d'Alacant   | 19 d'abril de 2018     | En el càrrec                               | Partit Popular de la Comunitat Valenciana |